# Poštar (1997.)
Poštar (eng. The Postman) je američki post-apokaliptični epski film temeljen na istoimenom romanu autora Davida Brina iz 1985. godine. Film je snimljen u sjeveroistočnoj državi Washington, srednjem Oregonu i gradu Tucson, država Arizona. Režirao ga je Kevin Costner koji ujedno glumi naslovnu ulogu, a osim njega u filmu se pojavljuju Will Patton, Larenz Tate, Olivia Williams, James Russo, Daniel von Bargen, Tom Petty, Scott Bairstow, Roberta Maxwell, Mary Stuart Masterson i George Wyner. 
Radnja filma smještena je u sjeverno-zapadni SAD nakon što je nikad objašnjena apokalipsa snažno udarila na čovječanstvo. Nomadski preživjeli samac bježi od ratoborne vojske niti ne znajući da u isto vrijeme inspirira nadu ostatku čovječanstva.
Film je sa službenom kino distribucijom krenuo na Božić 1997. godine., a producirala ga je kuća Warner Bros.

## Glumačka postava
- Kevin Costner kao Poštar (Gordon Krantz)
- Will Patton kao General Bethlehem
- Larenz Tate kao Ford Lincoln Mercury (John Stevens)
- Olivia Williams kao Abby
- James Russo kao Kapetan Idaho
- Daniel von Bargen kao šerif Pineviewa, Briscoe
- Tom Petty kao Gradonačelnik grada Mostova (buduća verzija samog sebe)
- Scott Bairstow kao Luke
- Giovanni Ribisi kao Bandit 20
- Roberta Maxwell kao Irene March
- Joe Santos kao Pukovnik Getty
- Ron McLarty kao stari George
- Peggy Lipton kao Ellen March
- Rex Linn kao Mercer
- Shawn Hatosy kao Billy
- Ryan Hurst kao Eddie March
- Charles Esten kao Michael
- Anne Costner kao Ponytail
- Ty O'Neal kao Drew
- Andrew Babel kao Kapetan Strikard
- Cary Jordan kao Dr. Stevens (psiholog)
- Ellen Geer kao žena iz Pineviewa Pineview
- Tom Bower kao Larry
- Lily Costner kao Lily March
- Joe Costner kao Letter Boy
- Judy Herrera kao Carrier
- Greg Serano kao California Carrier
- Mary Stuart Masterson kao Hope, Poštarova kćerka
- Joseph McKenna kao kapetan Holnista
- George Wyner kao Gradonačelnik Benninga

## Pretprodukcija
Na svojoj osobnoj web stranici, autor romana David Brin otkrio je da je još u vrijeme dok su se studiji natjecali za kupovinu prava na njegovu knjigu, njegova žena odlučila da naslovnu ulogu Poštara treba igrati Kevin Costner. Odluku je donijela nakon što je pogledala Costnerov film Polje snova, a Brin je rekao da su emocije koje izaziva taj film odgovarale poruci koju je on htio prenijeti svojim romanom. Puno desetljeće kasnije, nakon što je saznao da će Costner glumiti u filmu, Brin je izjavio da je "oduševljen" - pogotovo stoga što je Costnerova interpretacija samog Poštara bila vrlo slična onome što je Brin zamišljao. Costner je odbacio staru verziju scenarija (u kojem moralna poruka knjige nije bila zastupljena) i zaposlio scenarista Briana Helgelanda; Brin je izjavio da su "njih dvojica spasili dušu glavnog lika", a glavnu poruku knjige vratili na pravi put.
U intervjuu za Metro prije početka snimanja, Brin je izrazio nadu da će Poštar više sličiti na film Polje snova nego na Pobjesnjeli Max, ponukan neuspjehom još jednog Costnerovog post-apokaliptičnog filma - Vodeni svijet. Brin je rekao da, za razliku od tipičnih post-apokaliptičnih filmova koji zadovoljavaju "dječačku maštariju o jurnjavi svijetom u kojem ne vladaju pravila", moralna poruka Poštara je da "ako izgubimo našu civilizaciju, svi zajedno ćemo shvatiti koliko nam ona zapravo nedostaje i da je pravo čudo koliko bi nas dobivanje pošte svakoga dana razveselilo".

## Različitosti od romana
Osim nekoliko imena likova i lokacija te samom atmosferom, film gotovo da i nema sličnosti s knjigom, bez obzira gleda li se na njih s tematske strane ili s one cjelokupne priče. U filmu je lik Poštara usamljenik, jedini preživjeli, dok je u knjizi on tek jedan od mnogih. Također je važno za spomenuti da u knjizi pobuna protiv Holnista već traje i kreće se u dobrom smjeru, a Holnisti su prognani u mjesto odvijanja glavne radnje. U knjizi, Poštar inspirira ljude iz sjevernog Oregona da se pridruže u pobuni i uzvrate udarac, dok je u filmu upravo on katalizator kompletnog sukoba. Velika razlika je i u načinu na koji glavni lik zapravo postaje Poštar; u knjizi se radi o jednostavnom nesporazumu kojeg Gordon iskorištava da spasi selo koje će kasnije otići van njegove kontrole, dok je u filmu laž portretirana kao namjerna varka koja se pretvara u veliku laž. Znanstveno-fantastični elementi romana kao što su Kiklopi, genetski izrađeni super-vojnici, nisu prisutni u filmu vjerojatno zbog preoptimističnog razmišljanja samog autora o tehničkom razvoju civilizacije u knjizi. Brin je u knjizi opisao da je čovječanstvo u 90-tima stvorilo umjetnu inteligenciju i kibernetičku tehnologiju, ali su producenti smatrali da bi takvo nešto za film koji u kina ide u 90-tima bilo prenategnuto. Uloga samih Holnista potpuno je drugačija: u knjizi su oni jedni od glavnih razloga raspada kompletne civilizacije, dok su u filmu oni nastali upravo zbog tog katastrofalnog događaja. Na kraju, film - za razliku od knjige - ima potpuno drugačiji, gotovo kompletni završetak.

## Soundtrack
1. Main Titles
2. Shelter In The Storm
3. The Belly Of The Beast
4. General Bethlehem
5. Abby Comes Calling
6. The Restored United States
7. The Postman
8. "Almost Home" - u izvedbi Jona Mansona
9. "It Will Happen Naturally" - u izvedbi Jona Mansona
10. "The Next Big Thing - u izvedbi Jona Mansona
11. "This Perfect World" - u izvedbi Johna Coinmana
12. "Once This Was The Promise Land" - u izvedbi Johna Coinmana
13. "I Miss My Radio" - u izvedbi Jono Manson i Johna Coinmana
14. "Come And Get Your Love" - u izvedbi Johna Coinmana
15. "You Didn't Have To Be So Nice" - u izvedbi Amy Grant i Kevina Costnera

## Kritike
Film Poštar nije se pretjerano svidio filmskoj kritici. Stephan Holden iz New York Timesa kritizirao je film zbog "lažne sentimentalnosti" i "osjećajnog šovinizma". Roger Ebert opisao je Poštara kao "dobronamjernog, ali šašavog i pretencioznog". Ipak, Ebert ga je prepoznao kao propalu parabolu za koju je naglasio gledateljima da "je ne trebaju osuđivati zbog pokušaja". U emisiji "At the Movies", Siskel & Ebert dali su filmu "dva palca dolje", a Gene Siskel ga je prozvao "Ples sa Samim Sobom" (referirajući se na Costnerov raniji redateljski uradak, Ples s vukovima, koji je osvojio 7 Oscara među ostalima i onaj za najbolji film i režiju).
Prema popularnoj web stranici Rotten Tomatoes, 10% kritičara dalo je filmu pozitivnu ocjenu, a postotak je temeljen na 31 zaprimljenoj kritici uz prosječnu ocjenu filma 3.8 od 10. Druga web stranica, Metacritic, daje filmu ocjenu 29 od 100 temeljenu na 14 zaprimljenih kritika. Na poznatoj web stranici IMDb.com, film ima prosječnu ocjenu 5.6 od 10.
Film je polučio katastrofalan utržak na kino blagajnama. Produkcijski budžet iznosio mu je oko 80 milijuna dolara, a film u SAD-u nije zaradio niti 18 milijuna.
Film je parodiran u animiranoj hit seriji Simpsoni 1999. godine u epizodi Monty Can't Buy Me Love u sceni u kojoj Lisa gleda film na DVD-u u videoteci. Na ekranu vidimo samo Poštara koji besciljno hoda uokolo, dok se Costner neprestano ispričava za film u audio komentarima.